# Remontnoe
Remontnoe (in russo Ремонтное?) è un villaggio della Russia europea meridionale nell'oblast' di Rostov; è il centro amministrativo del distretto Remontnenskij.
Si trova sulla riva sinistra del fiume Sal, 390 km a sud-est di Rostov sul Don.